# Pigułki (czasopismo wirtualne)
Pigułki Magazine – polski aperiodyk wirtualny wydawany w języku angielskim w latach 1990–1998, treść stanowiły analizy ostatnich wydarzeń, przeglądy prasy oraz humor z Polski i na temat Polski i Polonii. Było to jedno z pierwszych polskich wydawnictw tego typu, a ukazanie się pierwszego numeru Pigułek jest odnotowywane jako jedno z ważnych wydarzeń w historii rozwoju Internetu w Polsce.
Założycielami byli: polski chemik Marek Zieliński, mieszkający od 1981 w Stanach Zjednoczonych i amerykański informatyk Dave Phillips, sympatyk „Solidarności”.

## Format i dystrybucja
Pigułki były rozsyłane za pomocą sieci komputerowych. Treść była w formacie ASCII bez polskich znaków (do czytania na ekranie; pliki o rozszerzeniu .pub) oraz w formacie PostScript (do wydruku, pliki o rozszerzeniu .ps), z czasem pojawiła się też wersja HTML (bieżące numery i wybór artykułów z wydań archiwalnych). Rozsyłana była bezpłatnie przez listę dystrybucyjną oraz można ją było pobierać ze strony internetowej, skąd dostępne były również numery archiwalne. W przeszłości była rozprowadzana przy użyciu starszych technologii sieciowych. Wydawnictwo nie miało stałego cyklu produkcyjnego i pojawiało się w odstępach wielomiesięcznych.